# Gymnich

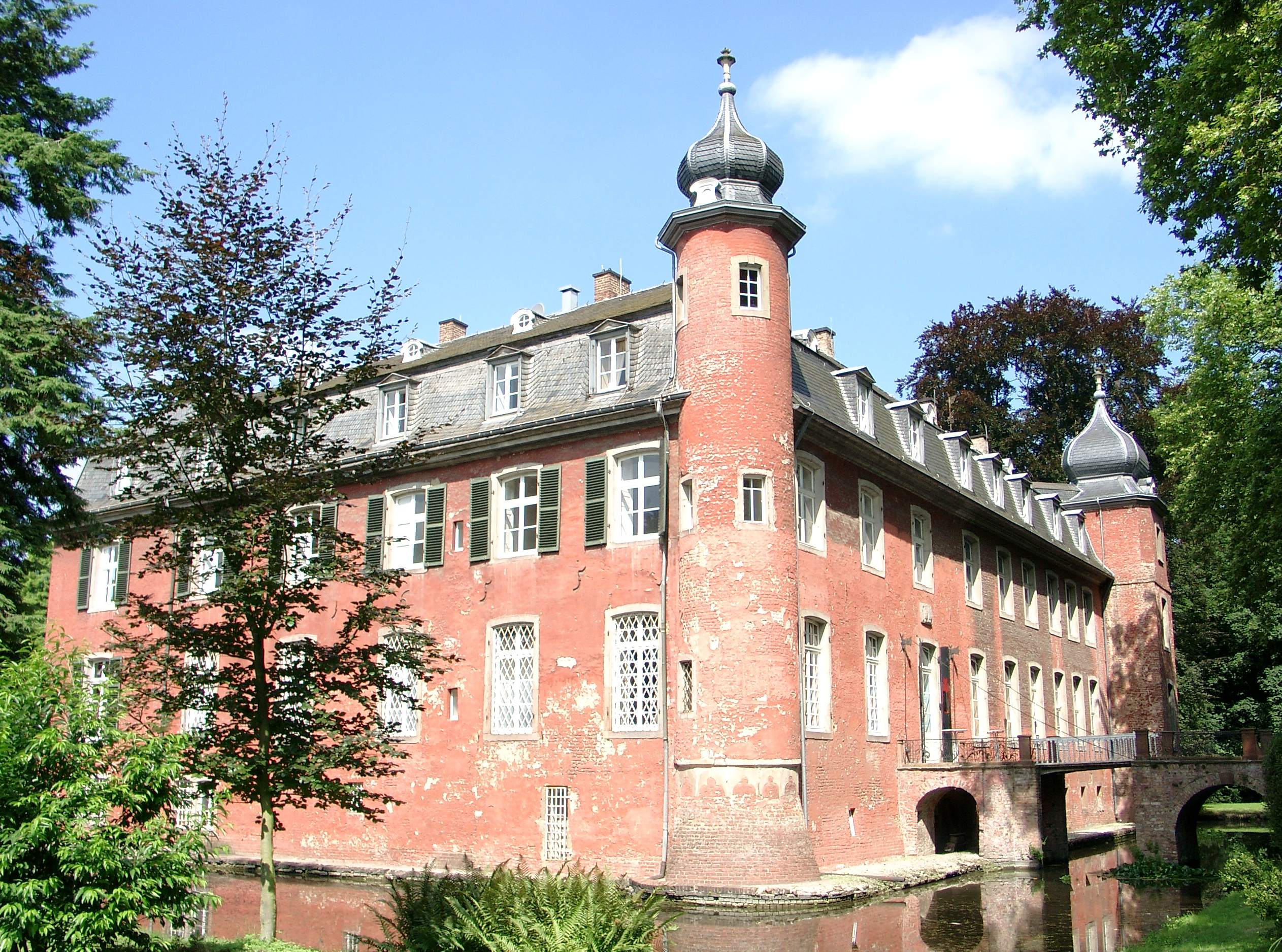
Château de Gymnich, lieu de la première réunion entre ministre des affaires étrangères de l'UE, qui donna son nom à ces réunions.

Un Gymnich est une réunion informelle des ministres des Affaires étrangères de l'Union européenne organisée lors de chaque présidence tournante depuis 1974 (tous les six mois). Les ministres ne sont pas accompagnés de leurs assistants et ce, afin de créer des conditions plus favorables aux échanges. Ces Gymnich tiennent leur nom du château où se tint la première de ces réunions, dans la commune allemande d'Erftstadt.
Sous la présidence française du second semestre 2008, le Gymnich s'est tenu au Palais des papes d'Avignon les 5 et 6 septembre. Il a coûté 4,2 millions d'euros.

## Sources